# Limni Plastira (Gemeinde)
Limni Plastira (griechisch Λίμνη Πλαστήρα (f. sg.) ‚Plastiras-See‘) ist eine Gemeinde an den Ufern des gleichnamigen Stausees im Süden der griechischen Region Thessalien. Sie hat ihren Sitz in dem Ort Morfovouni (etwa 485 Einwohner), in dem 1883 der griechische General und Politiker Nikolaos Plastiras geboren wurde, der sowohl dem See als auch der Gemeinde den Namen gab.

## Geografie

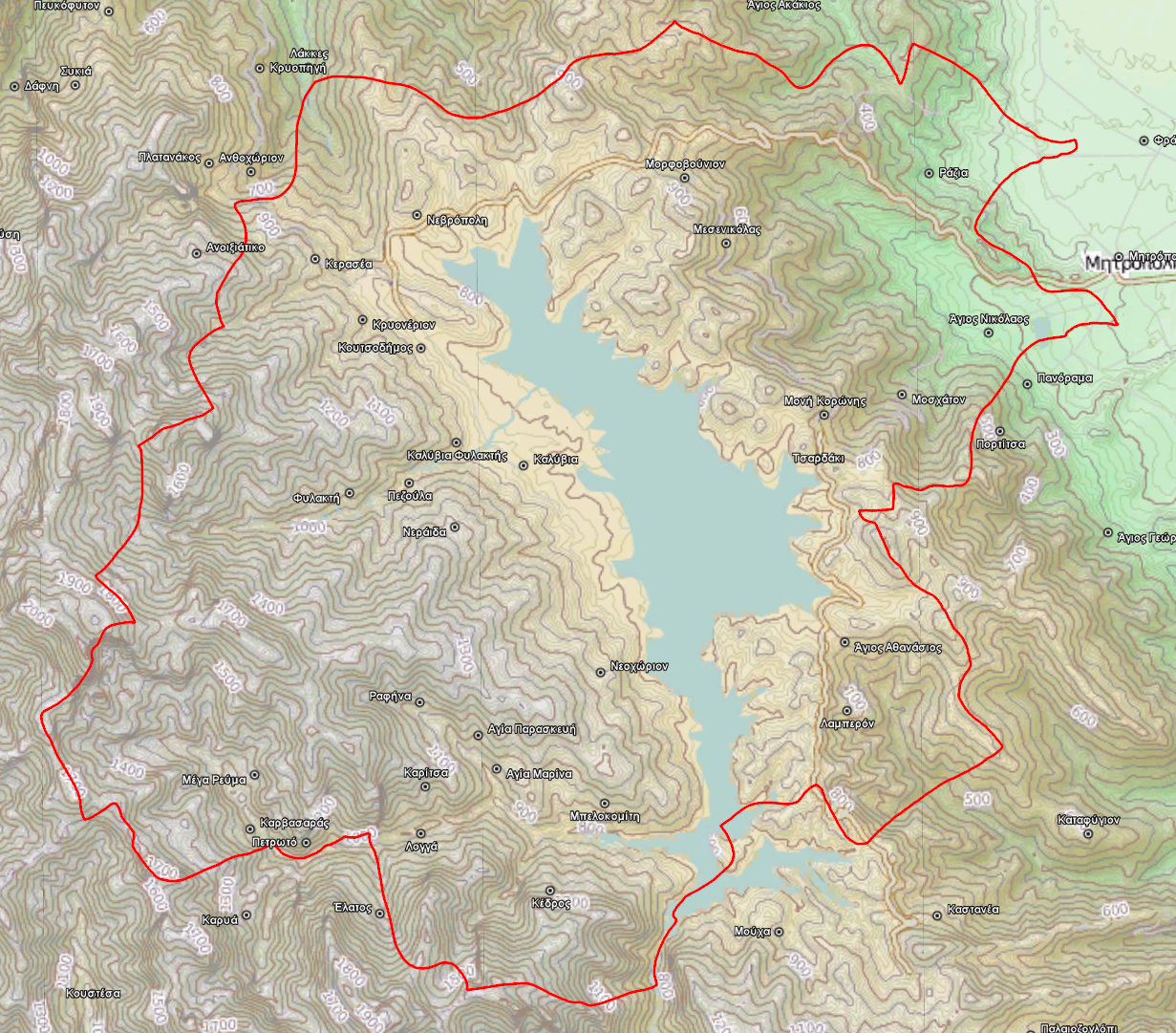
Topografische Karte der Gemeinde

Das Gemeindegebiet liegt am Osthang des Voutsikaki-Massivs (2154 m), das zum nördlichen Agrafa-Gebirge gehört. Westliche Nachbargemeinde im Gebirge ist Argithea. Das Quellgebiet des Tavropos, das in einem Tal im Zentrum der Gemeinde zusammenfloss, ist seit 1962 zum Plastiras-See aufgestaut, der zum größten Teil im Gemeindegebiet liegt und es in zwei Teile gliedert; die Staumauer selbst verbindet Limni Plastira mit der östlichen Nachbargemeinde Karditsa. Südlich grenzt die mittelgriechische Gemeinde Agrafa an das Gemeindegebiet. Das Gebiet um den rund 750 m über Meeresniveau liegenden See ist im Süden deutlich bergiger als im Nordosten, das Gebirge fällt östlich des Sees nach Osten hinter einer Hügelkette in einer markanten Geländestufe zur thessalischen Ebene ab. Der tiefste Punkt des Gemeindegebiets liegt östlich des kleinen Ortes Razia bei etwa 120 m Seehöhe. Der Norden des Gemeindegebiets neigt sich nördlich des Dorfes Kerasia mit dem Bach Kerasiotikos nach Norden dem Einzugsgebiet des Pamisos und damit des Pinios zu. Hier schließt sich die Gemeinde Mouzaki an.

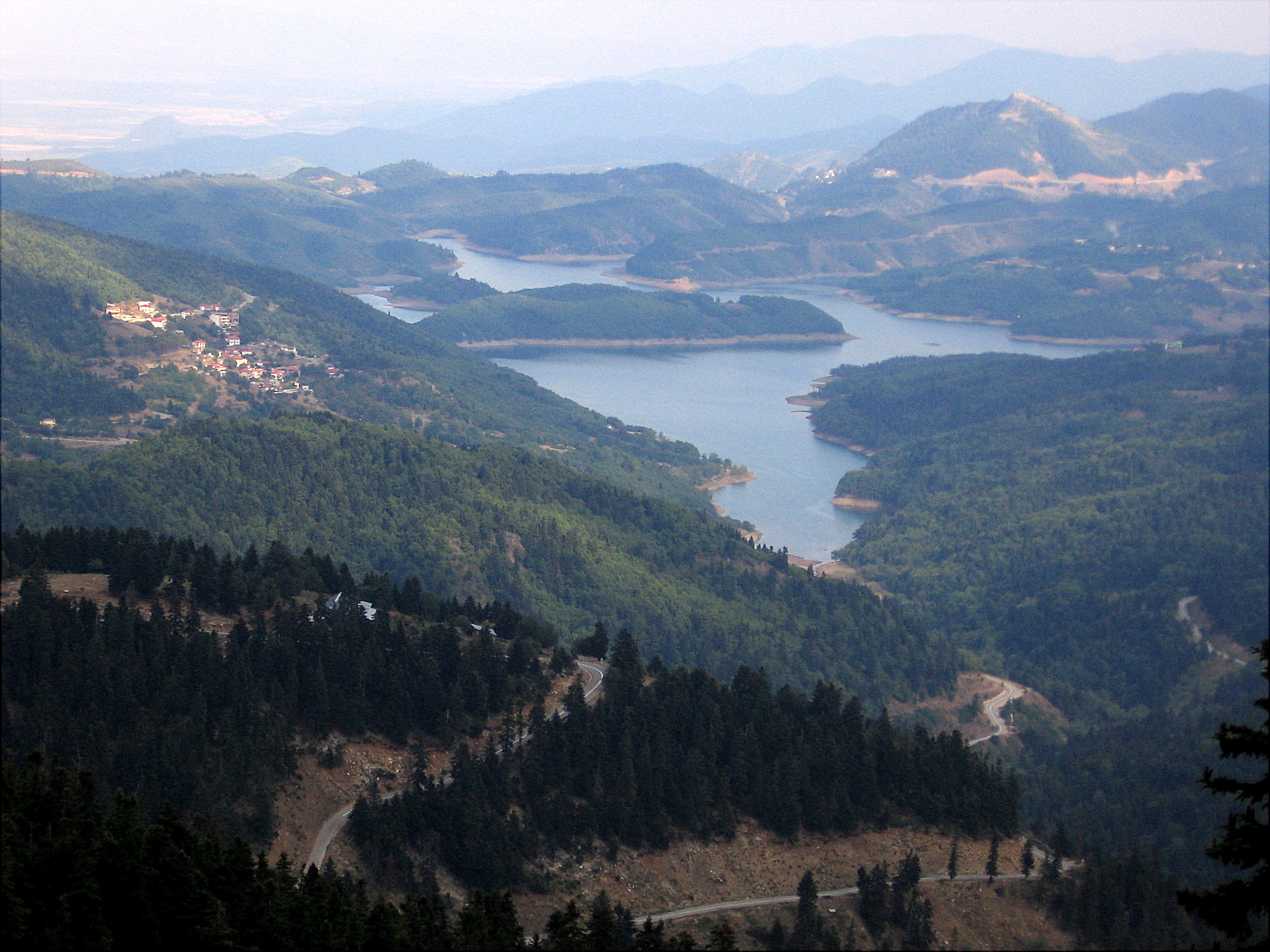
Blick von Norden auf Belokomiti
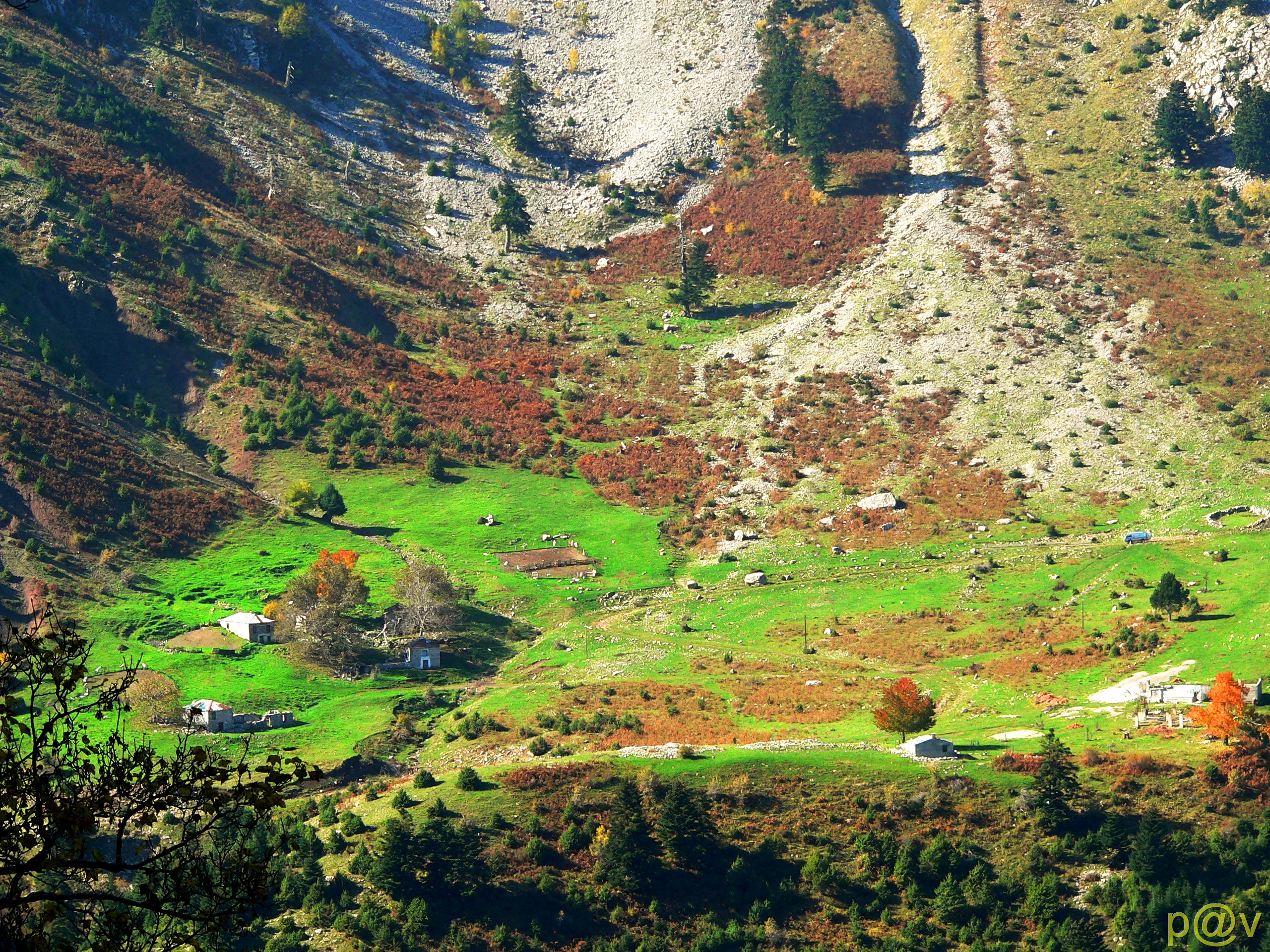
Bei Belokomiti
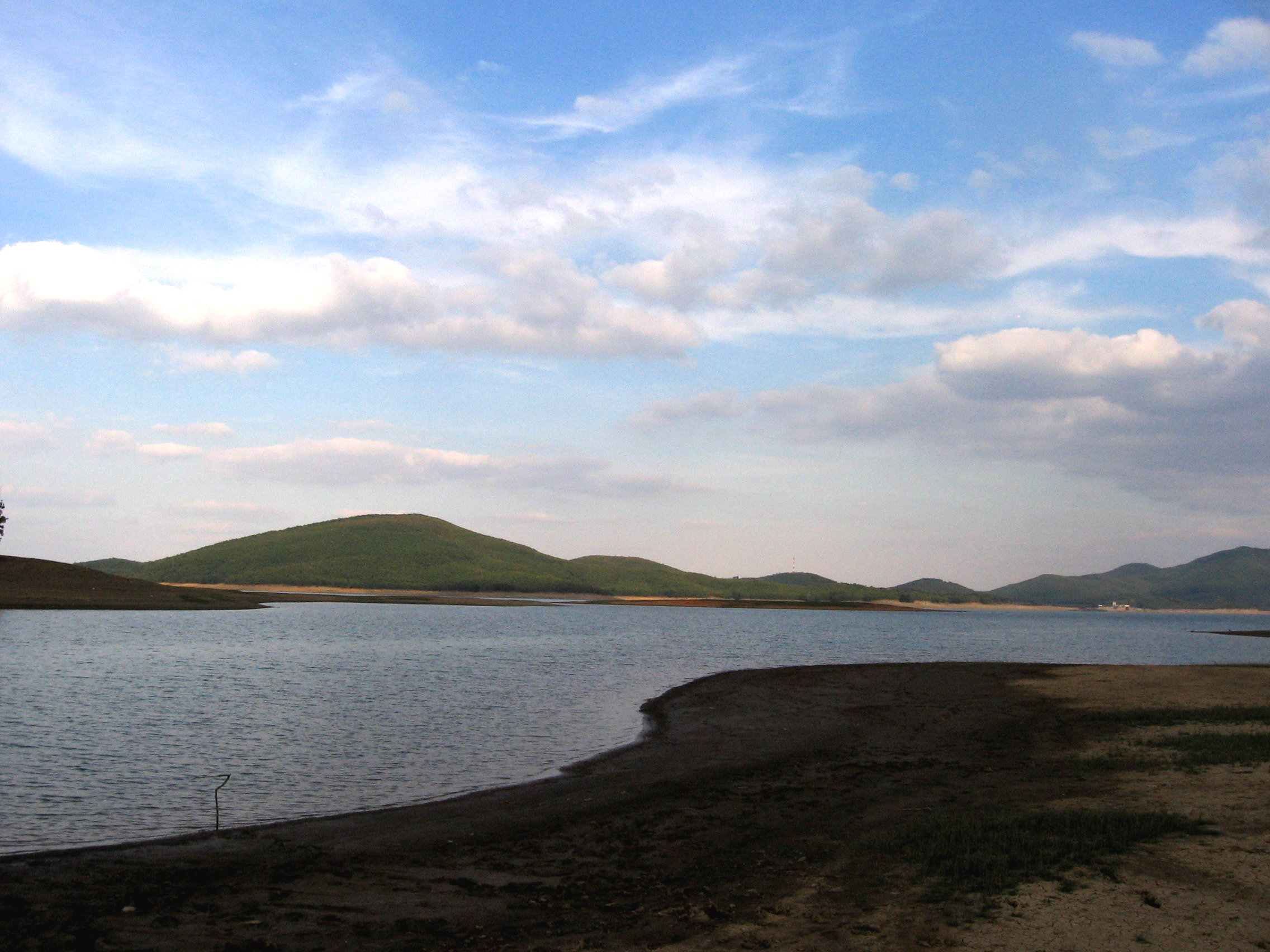
Im Norden der Gemeinde

## Gemeindegeschichte
Durch das heutige Gemeindegebiet verlief nach der Gründung Griechenlands bis zum Anschluss Thessaliens 1881 die Grenze zum Osmanischen Reich. Die südlichen Orte Karitsa und Belokomiti gehörten bereits zu Griechenland und waren in einer kurzlebigen Gemeinde Ellopia (1836), danach in der Gemeinde Ktimenia zusammengeschlossen. Aus Ktimenia wurde u. a. mit diesen Dörfern 1877 eine ‚Stadtgemeinde der Doloper‘ ausgegliedert (gr. Dimos Dolopon Δήμος Δολόπων, die Doloper waren einer der thessalischen Volksstämme, die im Gebirge siedelten). Karvasaras wurde als Siedlung dieser Gemeinde 1877 anerkannt. Lambero gehörte zur östlichen Nachbargemeinde Itamos. 1883 wurde auf thessalischer Seite die Gemeinde Nevropolis mit Sitz in Mesenikolas gegründet, in die die nördlichen Dörfer der Gemeinde sowie Portitsa und Agios Georgios (heute zu Karditsa) eingegliedert wurden. 1912 spaltete man die Gemeinden in einzelne kleine Landgemeinden. 1974 erfolgte eine neue Grenzziehung zwischen den Präfekturen Evrytania und Karditsa, und die Landgemeinden Karitsa und Belokomiti gelangten zur Präfektur Karditsa und damit zur späteren Region Thessalien. Bei der kommunalen Neuorganisation 1997 schuf man zunächst die Gemeinden Nevropoli Agrafon (westlich des mittlerweile bestehenden Stausses) und Plastiras (nördlich und östlich des Sees). Diese beiden Gemeinden wurden 2010 fusioniert und die neue Gemeinde nach dem See benannt.
Wie in ganz Griechenland wurden auch im Gebiet von Limni Plastira einige Dörfer während des 20. Jahrhunderts umbenannt:
| Heutiger Name | griechisch  | Alter Name            | griechisch              | bis       |
| ------------- | ----------- | --------------------- | ----------------------- | --------- |
| Agia Marina   | Αγία Μαρίνα | Plakoto               | Πλακωτό                 | 1997      |
| Belokomiti    | Μπελοκομίτη | Bilokomiti            | Μπιλοκομήτι             | 1940      |
| Fylakti       | Φυλακτή     | Sermeniko             | Σερμενίκο               | 1928      |
| Kedros        | Κέδρος      | Chalambresi           | Χαλαμπρέζι              | 1928      |
| Lambero       | Λαμπερό     | Titagi                | Τιτάγι                  | 1928      |
| Morfovouni    | Μορφοβούνι  | Vounesi               | Βούνεσι                 | 1928      |
| Moschato      | Μοσχάτο     | Blasdo Koroni         | Μπλάσδο Κορώνη          | 1957 1958 |
| Neraida       | Νεράϊδα     | Spinasa               | Σπινάσα                 | 1928      |
| Pezoula       | Πεζούλα     | Bezoula Agios Serafim | Μπεζούλα Άγιος Σεραφείμ | 1972 1976 |
| Petroto       | Πετρωτό     | Choliano              | Χόλιανο                 | 1962      |
| Kryoneri      | Κρυονέρι    | Stougo                | Στούγκο                 | 1927      |

## Gemeindegliederung
Die bis 1997 bestehenden 12 Gemeinden haben seit 2011 des Status von Ortsgemeinschaften (topiki kinotita) und wählen je nach Einwohnerzahl einen Rat oder einen einzelnen Vertreter als Lokalvertretung. Die Einwohnerzahlen stammen aus dem Ergebnis der Volkszählung 2011.
- Gemeindebezirk Nevropoli Agrafon – Δημοτική Ενότητα Νεβρόπολης Αγράφων – Νεβρόπολη Αγράφων – 2.223
  - Ortsgemeinschaft Belokomiti – Τοπική Κοινότητα Μπελοκομίτης – 178
    - Belokomiti – Μπελοκομίτη – 146
    - Kedros – Κέδρος – 32

  - Ortsgemeinschaft Fylakti – Τοπική Κοινότητα Φυλακτής – 332
    - Fylakti – Φυλακτή – 278
    - Kalyvia Fylaktis – Καλύβια Φυλακτής – 54

  - Ortsgemeinschaft Karitsa Dolopon – Τοπική Κοινότητα Καρίτσης Δολόπων – 134
    - Agia Marina – Αγία Μαρίνα – 44
    - Agia Paraskevi – Αγία Παρασκευή – 6
    - Karitsa – Καρίτσα – 56
    - Longa – Λογγά – 4
    - Mega Revma – Μέγα Ρεύμα – 5
    - Petroto – Πετρωτό – 1
    - Rafina – Ραφήνα – 18

  - Ortsgemeinschaft Karvasaras – Τοπική Κοινότητα Καρβασαρά – Καρβασαράς – 28
  - Ortsgemeinschaft Kryoneri – Τοπική Κοινότητα Κρυονερίου – 595
    - Koutsodimos – Κουτσοδήμος – 78
    - Kryoneri – Κρυονέρι – 415
    - Prosilia – Προσήλια – 102

  - Ortsgemeinschaft Neochori – Τοπική Κοινότητα Νεοχωρίου – Νεοχώρι – 589
  - Ortsgemeinschaft Pezoula – Τοπική Κοινότητα Πεζούλας – 367
    - Kalyvia – Καλύβια – 223
    - Neraida – Νεράιδα – 17
    - Pezoula – Πεζούλα – 127

- Gemeindebezirk Plastiras – Δημοτική Ενότητα Πλαστήρα – Πλαστήρας – 2.412
  - Ortsgemeinschaft Kerasia – Τοπική Κοινότητα Κερασέας – 390
    - Kerasia – Κερασέα – 299
    - Nevropoli – Νεβρόπολη – 91

  - Ortsgemeinschaft Lambero – Τοπική Κοινότητα Λαμπερού – 559
    - Agios Athanasios – Άγιος Αθανάσιος – 324
    - Lambero – Λαμπερό – 235

  - Ortsgemeinschaft Mesenikolas – Τοπική Κοινότητα Μεσενικόλα – 459
    - Mesenikolas – Μεσενικόλας – 451
    - Moni Koronis – Μονή Κορώνης – 8

  - Ortsgemeinschaft Morfovouni – Τοπική Κοινότητα Μορφοβουνίου – 576
    - Morfovouni – Μορφοβούνι – 485
    - Razia – Ράζια – 55
    - Rachovitsa – Ραχωβίτσα – 36

  - Ortsgemeinschaft Moschato – Τοπική Κοινότητα Μοσχάτου – 428
    - Agios Nikolaos – Άγιος Νικόλαος – 42
    - Moschato – Μοσχάτο – 378
    - Tsardaki – Τσαρδάκι – 8